# Siegmund Nimsgern
 (août 2025).
Si vous disposez d'ouvrages ou d'articles de référence ou si vous connaissez des sites web de qualité traitant du thème abordé ici, merci de compléter l'article en donnant les références utiles à sa vérifiabilité et en les liant à la section « Notes et références ».
Siegmund Nimsgern (né le 14 janvier 1940 à Saint-Wendel, dans la Sarre) est un baryton-basse allemand.

## Biographie
Après avoir quitté l'école en 1960, Siegmund Nimsgern étudie le chant et la musique à la Hochschule für Musik Saar de Sarrebruck.
Il a fait ses débuts au Saarländisches Staatstheater de Saarbruck en 1967. En 1971 il se produit au Deutsche Oper am Rhein à Düsseldorf et à l'opéra de Duisbourg. C'est à cette époque que sa carrière internationale débute.
Il a chanté à La Scala de Milan, à Covent Garden à Londres, au Metropolitan Opera de New York, et à l'opéra de Vienne.
De 1983 à 1987 il fut Wotan au festival de Bayreuth sous la direction de Georg Solti et Peter Hall dans L'Anneau du Nibelung.
Il a enregistré de nombreux opéras, dont Der Vampyr[Lequel ?], Schwanda the Bagpiper, le Château de Barbe-Bleue, Martha, Hänsel und Gretel, La serva padrona, Parsifal, et en 1989, il reçut une Grammy Award pour son enregistrement de Lohengrin.
Il vit en Allemagne avec sa famille à Saint-Ingbert. Son fils est le compositeur Frank Nimsgern.

## Sources
- (en) Cet article est partiellement ou en totalité issu de l’article de Wikipédia en anglais intitulé « Siegmund Nimsgern » (voir la liste des auteurs).